# Odceda (przystanek kolejowy)
Odceda (biał. Атцэда, ros. Отцеда) – przystanek kolejowy w miejscowości Odceda, w rejonie stołpeckim, w obwodzie mińskim, na Białorusi. Leży na linii Moskwa - Mińsk - Brześć.